# Cyrtothyrea marginalis
Cyrtothyrea marginalis är en skalbaggsart som beskrevs av Olof Peter Swartz 1817. Cyrtothyrea marginalis ingår i släktet Cyrtothyrea och familjen Cetoniidae. Inga underarter finns listade i Catalogue of Life.

## Bildgalleri

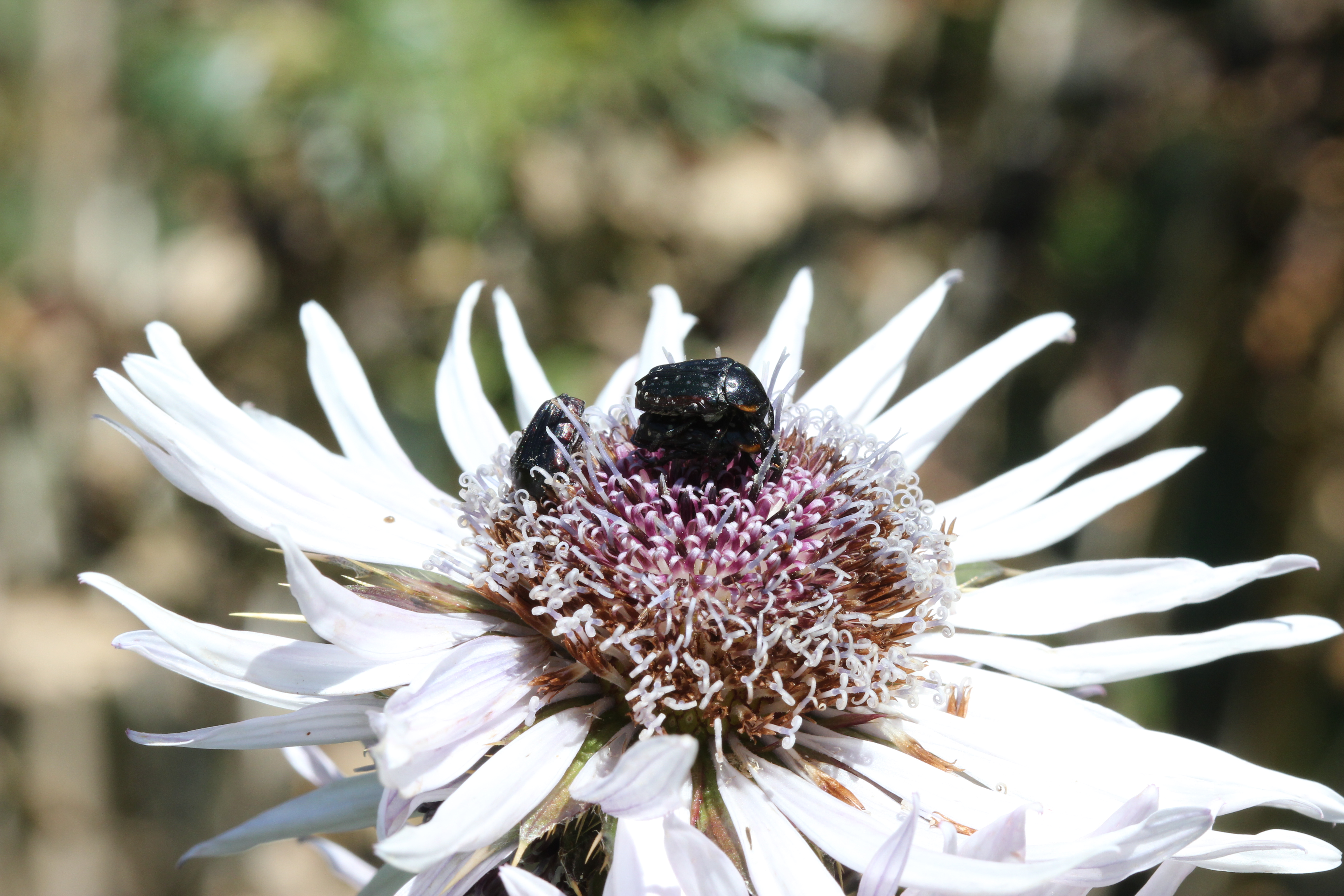
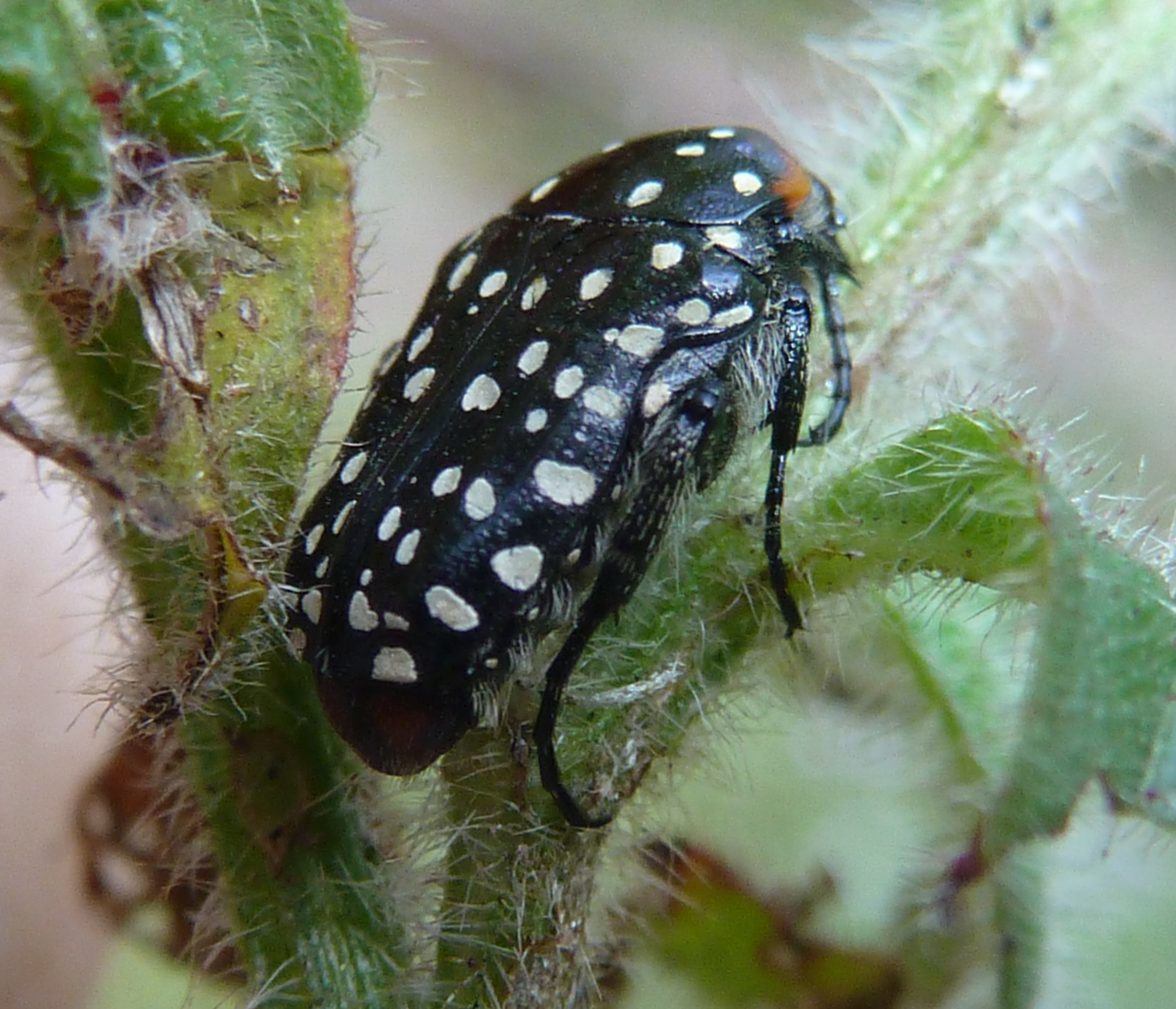
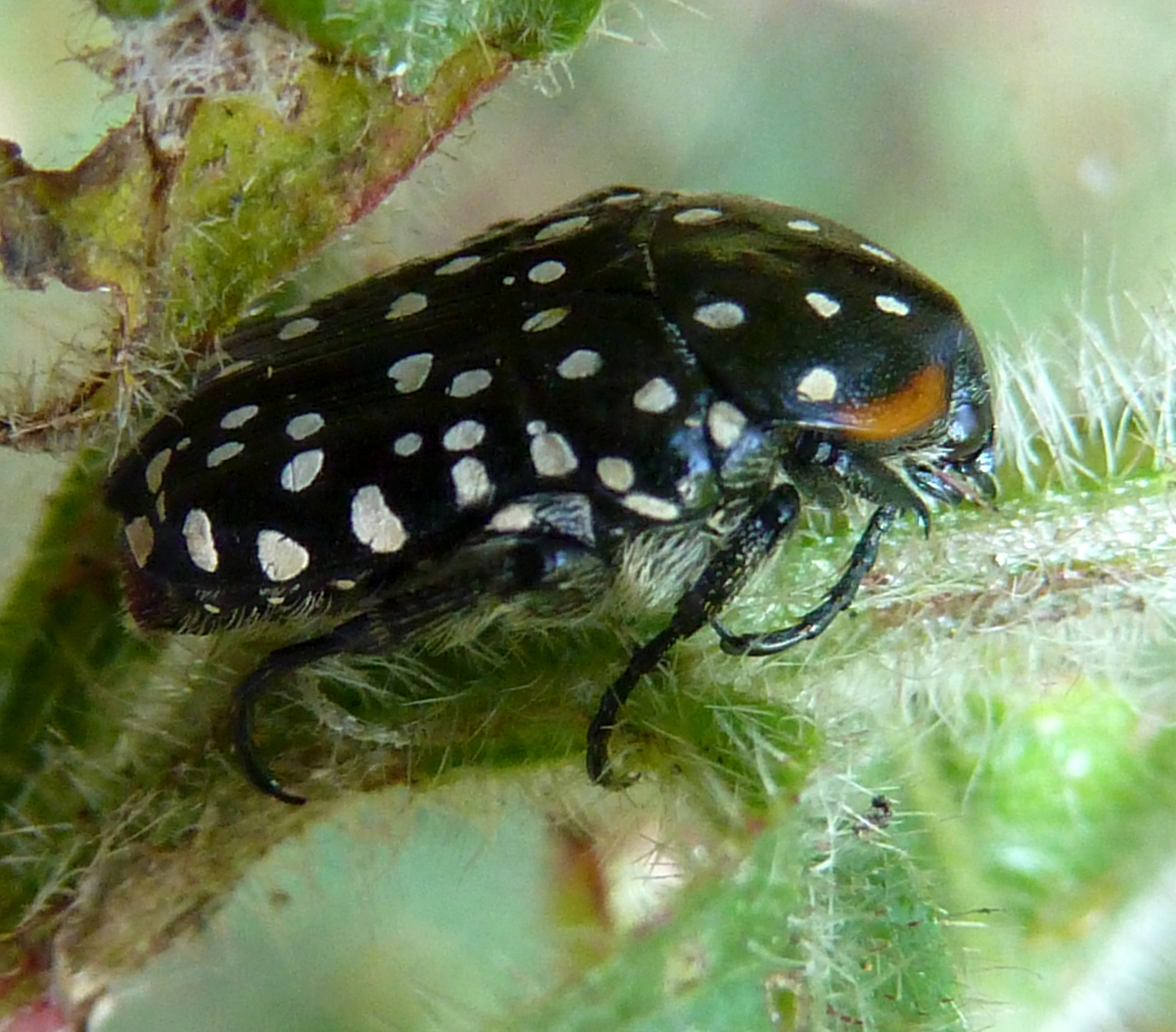
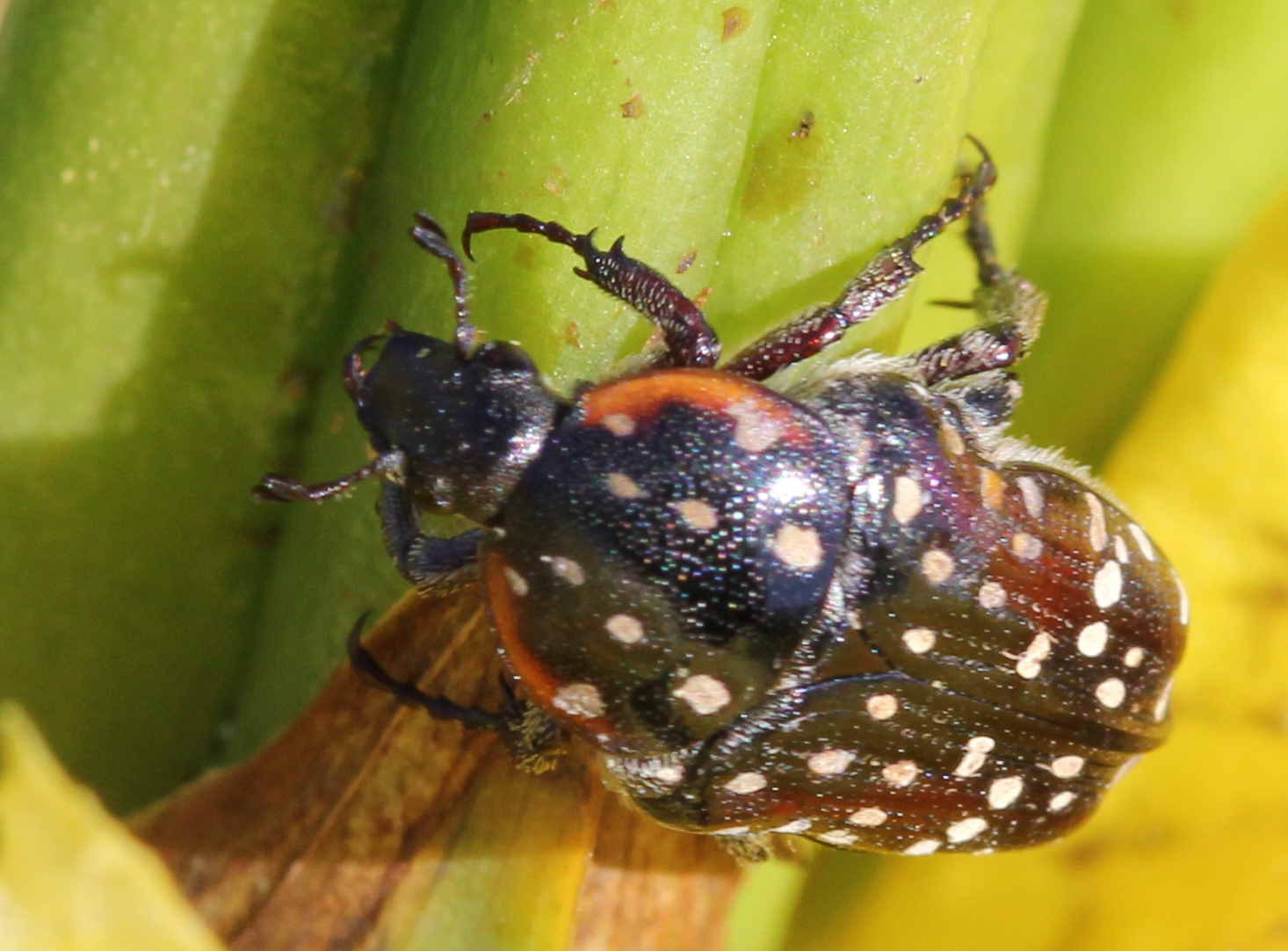